# Villers-en-Ouche
Villers-en-Ouche, era una comuna francesa situada en el departamento de Orne, de la región de Normandía, que el 1 de enero de 2016 pasó a ser una comuna delegada de la comuna nueva de La Ferté-en-Ouche al fusionarse con las comunas de Anceins, Bocquencé, Couvains, Gauville, Glos-la-Ferrière, Heugon, La Ferté-Frênel, Monnai y Saint-Nicolas-des-Laitiers.

## Demografía
| Gráfica de evolución demográfica de Villers-en-Ouche entre 1800 y 2014 |
|                                                                        |

Los datos demográficos contemplados en este gráfico de la comuna de Villers-en-Ouche se han cogido de 1800 a 1999 de la página francesa EHESS/Cassini, y los demás datos de la página del INSEE.